# James Read
James Read, född 31 juli 1953 i Buffalo, New York, är en amerikansk skådespelare som är känd för sin roll som nordstataren George Hazard i Nord och Syd och som systrarna Halliwells far i Förhäxad. Han spelar också Elles pappa i Legally Blonde.

## Filmografi (i urval)
- 2009 - Fame
- 2005–2008 - Wildfire
- 2005 - A Lot Like Love
- 2004 - The History of North and South
- 2000–2005 - Förhäxad
- 2001 - Legally Blonde
- 2001 - Not Another Teen Movie
- 1994 - Nord och Syd Book III
- 1988 - Stränder
- 1986 - Nord och Syd  Book II
- 1985 - Nord och Syd Book I
- 1985 - Robert Kennedy & His Times
- 1982–1983 - Remington Steele